# Конституционный суд Словении
Конституцио́нный су́д Слове́нии (словен. Ustavno sodišče Republike Slovenije, US RS) — специализированный судебный орган конституционного контроля Словении, также является высшим органом по защите прав и свобод граждан в стране.

## История
Первоначально Конституционный суд был сформирован ещё в 1963 году в соответствии с Конституцией СФРЮ 1963 года как суд Социалистической республики Словения в составе Югославии для защиты конституционности на уровне республики. Наравне с ним также существовал общефедеральный Конституционный суд Югославии, стоящий на страже конституционности уже на федеральном уровне. 5 июня 1963 года парламент республики избрал первых председателя и членов суда, которые торжественно принесли клятву 15 февраля 1964 года и приступили к своим полномочиям.
В период 1964—1974 годы конституционный контроль был достаточно формальным и не имел существенного влияния на процессы, происходившие в стране, но после принятия новой Конституции СФРЮ 1974 года и усиления роли республик в составе федерации, полномочия Конституционного суда были значительно расширены. С этого времени он уже мог осуществлять абстрактный контроль, рассматривать споры о компетенции между Республикой и административно-территориальными единицами.
Поворотным моментом в истории суда стало провозглашение независимости Республики Словении и принятие собственной Конституции от 23 декабря 1991 года, которая определила Конституционный суд как высший орган судебной власти по защите Конституции, законности и основных прав и свобод человека.

## Состав
Конституционный суд состоит из 9 членов со сроком полномочий 9 лет. Судьи осуществляют свои полномочия только в течение одного срока и переизбираться повторно уже не могут. Суд формируется нижней палатой парламента страны — Государственным собранием по представлению кандидатур Президентом. Председатель избирается судьями из своего состава на срок 3 года.

### Председатели (с 1991 года)
- Петер Ямбрек (1991—1994)
- Тоне Яровше́к (1994—1997)
- Ловро Штурм (1997—1998)
- Франк Тестен (1997]-2001)
- Драгица Ведамова-Лукичова (2001—2004)
- Янез Чебулю (2004—2007)
- Йоже Тратник (2007—2010)
- Эрнест Петрич (2010—2013)
- Мирослав Мозетич (2013—2016)
- Ядранка Совдат (с 2016)

## Полномочия
Конституционный суд в первую очередь осуществляет контроль за соответствием нормативных актов различных уровней Конституции, и в том числе основным принципам и нормам международного права, при этом проверка проводится как в форме абстрактного, так и конкретного нормоконтроля.
Также одной из главных задач суда является разрешение споров о компетенции, возникающих между Парламентом, Президентом и Правительством; государством в целом и местными общинами; различными органами государственной власти. Принимает участие при проведении процедуры импичмента, осуществляет контроль за проведением выборов и деятельностью политических партий.
Существенной особенностью является то, что любой гражданин вправе обратиться в Конституционный суд по делу, которое прямо с ним не связано, но может нарушить права неопределённого круга лиц. Как заметил доктор права Арне Мавчич подобная практика является достаточно эффективным способом предотвращения нарушений прав человека различными органами власти.

## Структура
В Конституционном суде действуют три палаты по рассмотрению конституционных жалоб, каждая из которых состоит из трёх судей:
- Палата по уголовным делам,
- Палата по гражданским делам,
- Палата по административным делам.